# Kylix (phần mềm)

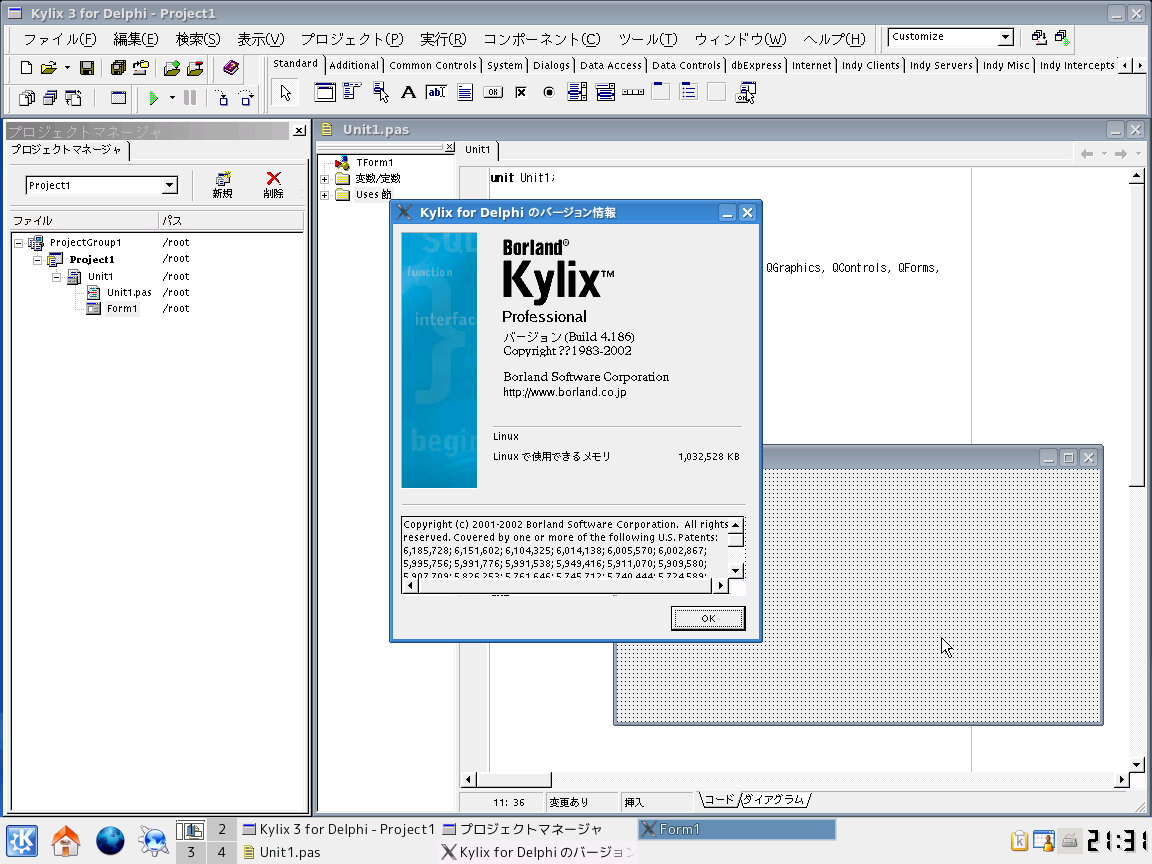
KYLIX3 IDE JP

Kylix là một công cụ phần mềm cho phép phát triển các chương trình tương tự như Delphi, nhưng trên nền Linux.

## Lịch sử
Kylix được công ty phần mềm Borland phát hành tháng 1 năm 2001. Là một phần mềm thương mại, Kylix hi vọng sẽ mang lại sức mạnh cho các ứng dụng cơ sở dữ liệu và mở rộng tính năng của các máy chủ trên nền Linux, như sự thành công của Delphi trên nền Windows. Ngoài phiên bản thương mại, cộng đồng lập trình còn xây dựng bộ phần mềm nguồn mở có tên Kylix Open Edition.
Tuy nhiên sau những khởi đầu hứa hẹn, Kylix không đem lại hiệu quả thực sự; và Borland quyết định ngừng sản xuất phần mềm này.

## Tính năng
Kylix gồm một trình biên dịch và môi trường phát triển tích hợp, kèm theo công cụ phát triển ứng dụng nhanh (RAD). Kylix sử dụng thư viện CLX, vốn tương thích (không hoàn toàn) với VCL của Delphi. CLX được xây dựng trên nền tảng của bộ công cụ Qt.